# Општина Добарлау (Ковасна)
Добарлау (рум. Dobârlău) општина је у Румунији у округу Ковасна.
Oпштина се налази на надморској висини од 574 m.